# 廣田神社 (青森市)
廣田神社（ひろたじんじゃ）は、青森県青森市長島にある神社。
JR青森駅の東方、国道4号沿いに青森市役所に向かう途中、青森地方裁判所の南向かいに鎮座している。

## 歴史
陸奥守に任ぜられた藤原実方が蝦夷鎮撫のため、「夷之社 (えびすのやしろ)」を創建して陸奥国長久の平安を祈願したのが創建とされる。
寛永2年（1625年）に弘前藩二代藩主津軽信牧が青森町を開設する際には、開港奉行であった森山弥七郎（もりやまやしちろう）に命じて、青森湊鎮護のために青森の産土神（守り神）として町の中心に遷座させた。
また、青森御仮屋(おかりや)（現・青森県庁）の二代目城代であり、弘前藩の家老でもあった進藤正次に指揮をさせて、青森の開拓・発展を推し進め、市場を開き、都市整備・開墾を行うなど数々の功業を重ねて現在の青森商業発展の礎を築いた。その結果、青森の人々はその偉業を称え、開拓の一大恩人として、進藤正次が深く崇敬をしていた廣田神社へ「青森守護神」として配祀した。
天明4年（1784年）には疫病が大流行し､ その惨状を聞いた将軍・徳川家治が､ 江戸幕府より疫病除けとして箱入札一体､ 白木造御祠入御弓二張､ 御矢二具を時の代官・笹森権蔵､ 佐藤忠太夫の両名宛に送付し、神社に奉安して息災を祈れと命じ､ その通り奉祀・祈願して､ 病魔を退散する利益を得たので､ その後当神社は病者の守護神として広く一般の崇敬を集めるようになった｡
昭和20年（1945年）の青森大空襲により社殿をはじめ数多ある社宝が焼失してしまったが、昭和47年（1972年）に氏子崇敬者によって現在の御社殿が再建された。

## 祭神
- 天照大御神荒御魂

相殿
- 大国主命
- 事代主命
- 蛭子命

配祀
- 藤原実方
- 進藤正次

## 境内
- 本殿・拝殿
  - じゃんばら大注連縄
- 手水舎
- 大鳥居
- 十二支開運燈籠
- 実方桜

石碑
- 庖刀碑
- 千鶴萬亀之塔
- 満州獨立守備隊員顕彰記念碑
- 御鎮座一千年記念碑
- 廣田神社宮司歴碑

### 境内社

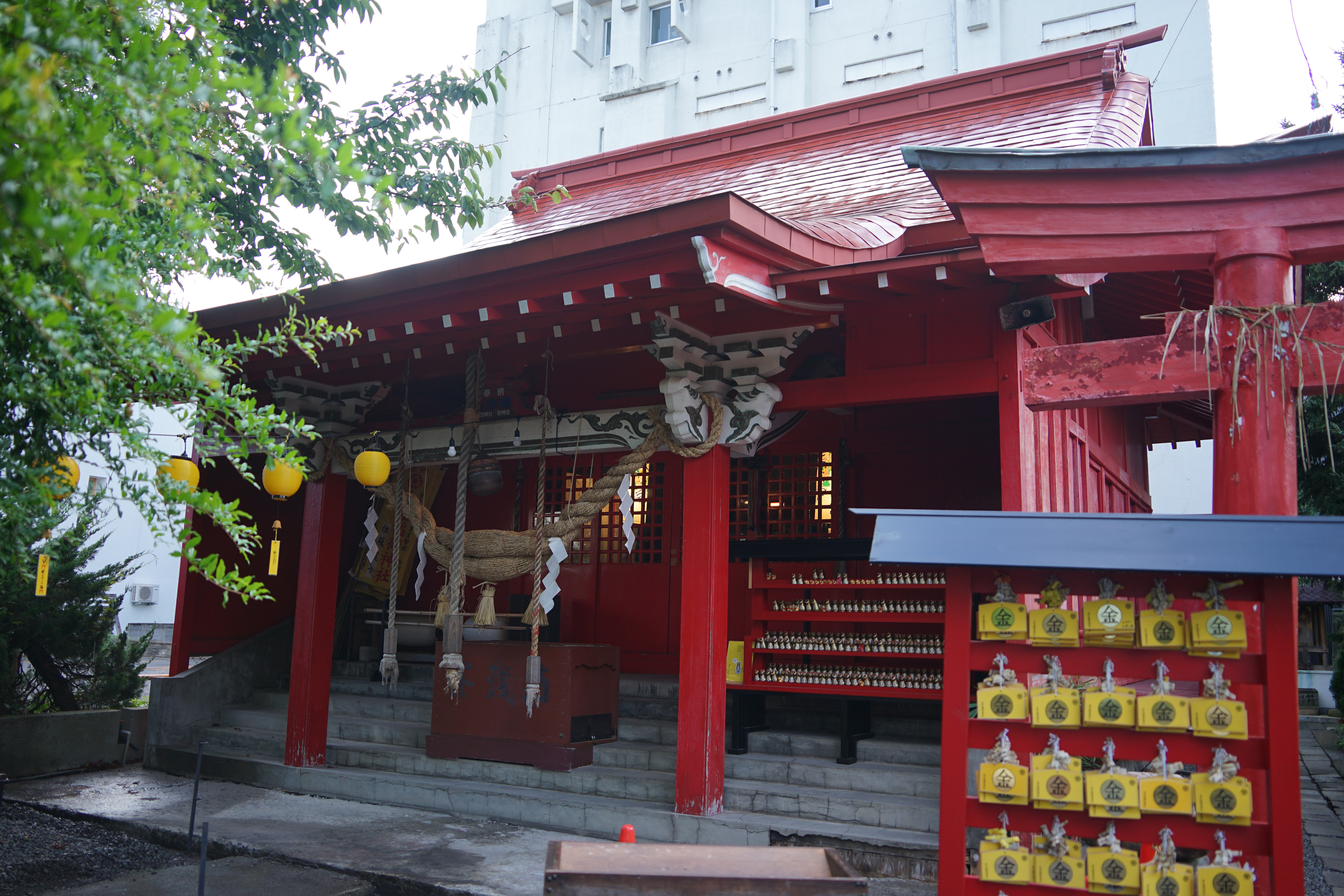

- 金生(かねうみ)稲荷神社（祭神：倉稲魂神・大宮能売神）
- 八大龍神宮・廣田苑（祭神：市杵島姫命・弥都波能売神・ 底筒男命・中筒男命・表筒男命）
- 乃木神社（祭神：乃木希典）
- 二十三夜大神（祭神：二十三夜大神・猿田彦神）
- 祖霊社